# Costco

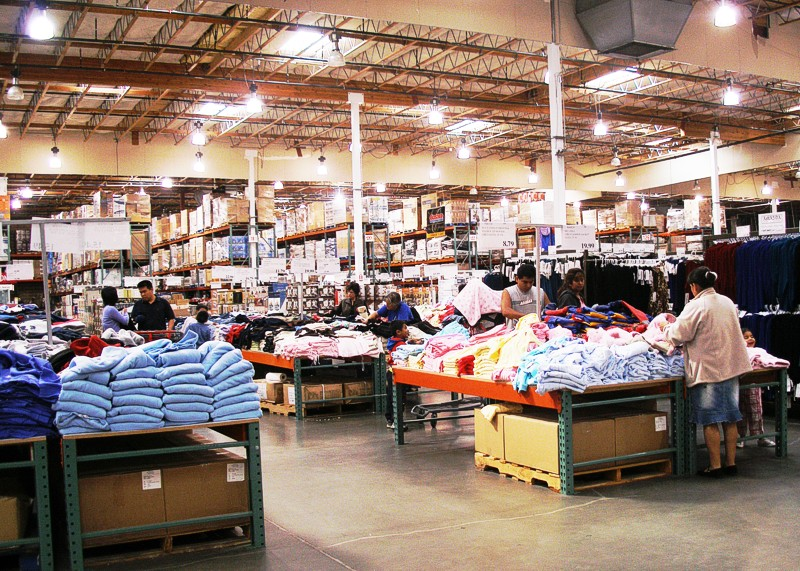
Typowe wnętrze sklepu Costco

Costco (Costco Wholesale Corporation) – największa w Stanach Zjednoczonych sieć sklepów magazynowych dostępnych na zasadzie przywileju członkowskiego. Trzecia sieć handlu detalicznego w USA (2009) i dziewiąta w świecie.

## Model biznesowy
Costco zajmuje się sprzedażą dużych ilości towarów, często w opakowaniach zbiorczych. Zwykle składnice hurtowe ukierunkowane są na klienta prowadzącego sprzedaż detaliczną (czyli sklepy) i wyznaczają drugi po producencie poziom cenowy towaru, zarabiając na marży. Członkostwo w Costco można wykupić w dwóch podstawowych wariantach: indywidualnym (Gold Star Membership) oraz biznesowym. W przypadku członkostwa biznesowego wymagane jest udokumentowanie prowadzenia działalności gospodarczej, natomiast przy członkostwie indywidualnym nie jest to konieczne. Standardowa roczna składka dla obu wariantów wynosi około 60 USD (choć kwoty te mogą się różnić w zależności od kraju), a dodatkowo dostępna jest opcjonalna forma Executive Membership, która za wyższą opłatą (około 120 USD rocznie) oferuje dodatkowe korzyści, takie jak zwrot części wydatków i rabaty na wybrane produkty. Przywilejem Executive Membership jest 2% zwrot kosztów. Nie dotyczy to alkoholu i paliwa.

## Hurt detaliczny
Proponowany model handlowy hurtowni jest stosunkowo młody. Zapoczątkował go prawnik Sol Price w 1976, kiedy w San Diego, w byłym hangarze lotniczym założył pierwszy sklep o nazwie Price Club.
W obu sieciach Price’a pracował na menedżerskim stanowisku inny prawnik miłujący handel – Jeffrey Brotman. On to właśnie, wraz z Jamesem Sinegalem (który zaczynał karierę jako tragarz materacy w FedMart) założył pierwszy sklep sieci Costco, posługując się identycznym modelem jak Price Club, czyli proponując roczne członkostwo i mierząc w drobnych biznesmenów. Sklep otwarto w Seattle w 1983 roku.
W 1993 roku doszło do fuzji tych dwóch sieci – Price Club i Costco. W jej wyniku powstała trzecia – PriceCostco, obejmująca 206 sklepów, które w sumie przynosiły rocznie 16 mld dol. dochodu brutto.

## W lidze światowej
Costco jest handlowym kolosem, mając na świecie 572 sklepów (2010), z czego większość w Stanach. Sprzedaje rocznie towary za 71 mld dolarów, z czego ponad miliard to zysk. To trudna sztuka, kiedy marża zysku na większość towarów wynosi w Costco 14–15% (podczas gdy inne domy handlowe naliczają marżę w wysokości 25–50%), a firma w ogóle nie łoży na reklamę, zyskując w zamian oszczędność w kosztach ok. 2% rocznie. Firma ma też wymagania w stosunku do kontrahentów. Kiedy spadły ceny ziaren kawowca, Costco wymusiło w zainstalowanych u siebie kafejkach Starbucks obniżenie cen kawy.
W rankingu 500 największych firm w USA według przychodów, Costco od dawna mieści się w pierwszej 30-stce, wyprzedzając np. Sears i AT&T, a w handlu detalicznym jest to trzecia od góry kompania w USA, dziewiąta w świecie. Kartę członkowską w Costco posiada 55 mln zarejestrowanych klientów.
Siedziba główna firmy znajduje się w niedużym górniczym mieście Issaquah w stanie Waszyngton.
Sieć słynie z tego, że jako pierwsza w Ameryce potrafiła w rekordowym czasie niecałych 6 lat odnotować wzrost sprzedaży od zera do 3 miliardów dol. Jest pierwszym co do wielkości amerykańskim sprzedawcą wina, a czwartym okularów.
W jej sklepach znajdziemy produkty z całego świata, w tym i z Polski, m.in. szynkę, tekstylia, ręcznie zdobione szkatułki na pamiątki, a nawet opony Kormoran polskiej firmy Stomil, która jest częścią francuskiego koncernu Michelin.

## Sprzedaż paletowa
Warunkiem dokonywania zakupów w Costco jest posiadanie wykupionego członkostwa, o czym zaświadcza plastikowa karta ze zdjęciem, sprawdzana przy wejściu i w kasie. Zakupy dokonywane poprzez witrynę internetową nie wymagają żadnych legitymacji, aczkolwiek nie-członkowie muszą zapłacić dodatkowe 5% od ceny każdego produktu.
Aby uniknąć opłat za pośrednictwo, Costco nie akceptuje kart płatniczych. Do wyjątków należy Visa Card (od 2016) oraz karty debetowe. Można też płacić gotówką oraz czekiem.
Produkty w hurtowni są wystawiane na paletach, na których do niej wjechały. Pozwala to na zmniejszenie liczby pracowników i obniżenie kosztów wystawy.
Przez lata asortyment towarów i usług rozszerzał się. Dzisiaj Costco oferuje nawet produkty, które są uciążliwe w przechowywaniu, jak ryby, owoce morza czy świeże warzywa, a także kwiaty, odzież, meble oraz wyroby jubilerskie. Niektóre sklepy mają także składnice opon, apteki, gabinety optometrystów, punkty obróbki zdjęć, a nawet stacje benzynowe i sklepy monopolowe.
Kilka lat temu  Costco otrzymało dzięki decyzji sądu stanu Waszyngton zgodę na zakup win bezpośrednio od producentów, przełamując monopol stanowy.
Firma nie ogranicza się tylko do pośrednictwa w handlu detalicznym. Działa również na polu inwestycji finansowych oraz w turystyce zorganizowanej, a także pod handlową nazwą Kirkland Signature sygnuje lub wytwarza po atrakcyjnych cenach wyroby odzieżowe, elektroniczne, a nawet żywnościowe.
Posiadacze kart Costco mogą np. kupić taniej samochód we współpracujących z Costco salonami samochodowymi czy wykupić wycieczkę.

## Podobne firmy w branży

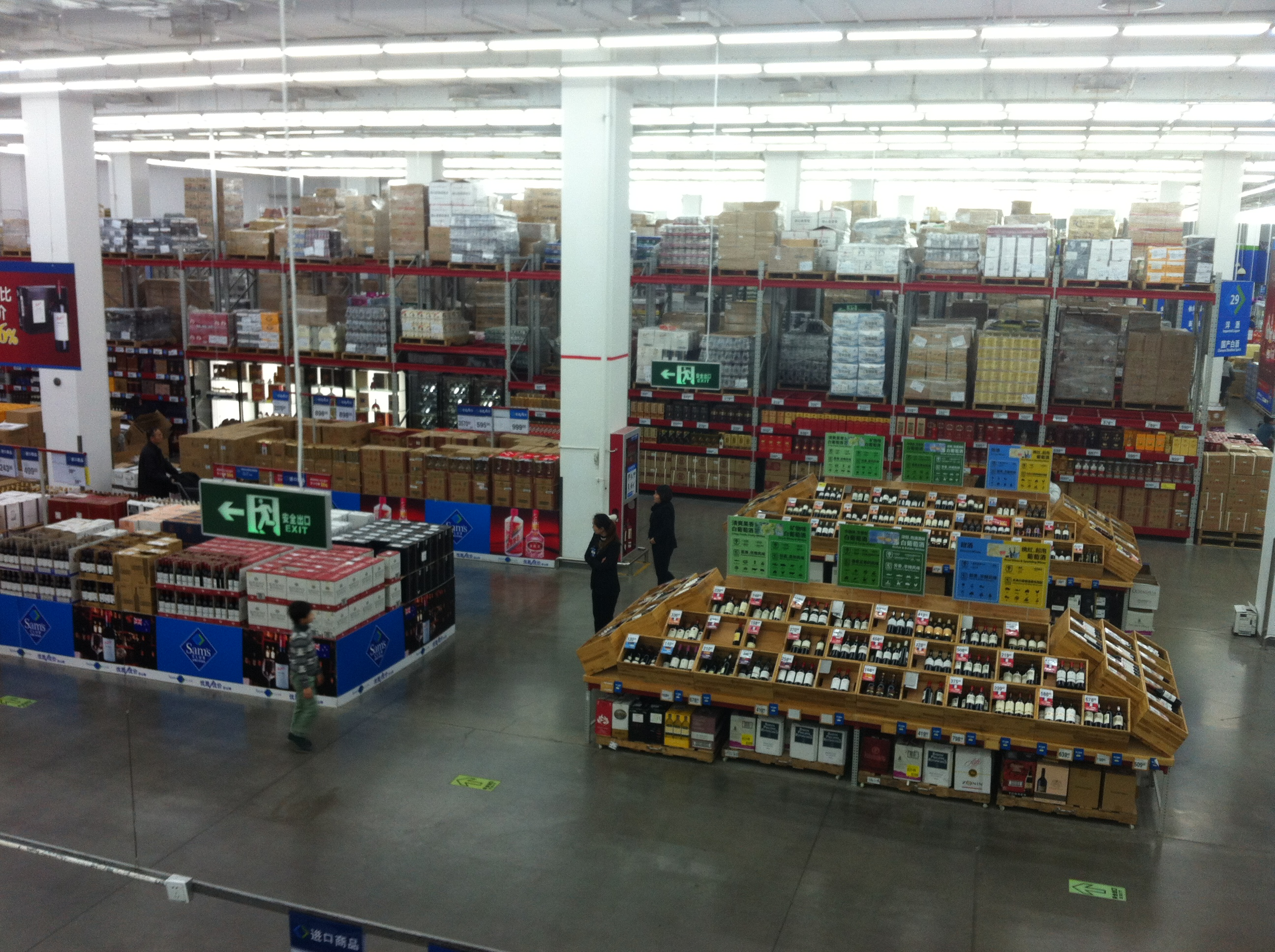
Wnętrze Sam’s Club

Od 1984 roku istnieje Sam’s Club (jako przedsiębiorstwo filialne Walmartu), które także wymaga opłaty członkowskiej, ale można taką wykupić nawet tymczasowo, choćby na jeden dzień. Jednodniowe przepustki można też uzyskać ze strony internetowej lub z kuponów w reklamie prasowej. Tu również proponuje się nabywanie towarów w większych ilościach wprost z palet lub z metalowych kubłów. Po 28 latach działalności Sam’s Club ma roczne obroty z 642 sklepów rzędu 64 mld dol.